# Lucio Aurelio Orestes
Lucio Aurelio Orestes (en latín, Lucius Aurelius L. f. L. n. Orestes) es un político romano siglo II a. C. Hijo del cónsul del año 126 a. C. del mismo nombre Lucio Aurelio Orestes.
En 103 a. C., fue elegido cónsul con Cayo Mario como colega. Murió durante su consulado.